# None but the Brave
None but the Brave, en japonés (勇者のみ Yūsha Nomi?) (llamada Los valientes mueren de pie en Hispanoamérica y Todos eran valientes en España)  es una película bélica del año 1965 dirigida por Frank Sinatra y con efectos especiales de Eiji Tsuburaya. Fue la primera película internacional coproducida entre Japón y Estados Unidos.

## Trama
Narrada en inglés por un oficial japonés llamado Kuroki (en forma de un diario que está escribiendo para su esposa), la película está ambientada en el teatro Asia-Pacífico durante un período no especificado de la Segunda Guerra Mundial. Un pelotón de 16 soldados japoneses está varado en una isla del Pacífico sin medios para comunicarse con el mundo exterior. El teniente Kuroki mantiene a sus hombres firmes y supervisa la construcción de un barco para su fuga.
Un avión de transporte estadounidense C-47/R4D es derribado por un Zero japonés, aterrizando en la misma isla. El Zero y un F4U Corsair estadounidense se destruyen entre sí, sin que los comandos externos se enteren de la isla. El Capitán de Ala de Aeronaves de la Marina, Dennis Bourke, asume el mando del pelotón que transportaba, por sobre el bufón e incompetente segundo teniente Blair y el sargento Bleeker. El confidente de Bourke es su compañero, el jefe de farmacia de la marina, Francis. A medida que los 19 estadounidenses se enteran de la existencia del pelotón japonés en la isla, la tensión aumenta y se produce una batalla por el barco japonés. El bote termina destruido y un soldado japonés resulta gravemente herido. Pidiendo una tregua, Kuroki intercambia el acceso de los estadounidenses al agua a cambio de una visita de su médico para tratar al soldado herido, cuya pierna debe ser amputada.
La tregua da como resultado que ambos pelotones, reducidos en número a través de sus conflictos anteriores y desastres naturales posteriores, elijan vivir uno al lado del otro, aunque se traza una línea que prohíbe a uno invadir el lado del otro de la isla. Existe cierta cooperación y comercio clandestino y un sincero respeto y amistad.
Cuando los estadounidenses establecen contacto por radio y logran hacer que un buque naval estadounidense los recoja, exigen que los japoneses se rindan y acepten ser prisioneros, pero Kuroki rechaza ser prisionero y rompe la tregua. Mientras los estadounidenses se dirigen a la playa, Bourke ordena a sus hombres que estén listos para disparar a matar. Cuando son emboscados por los 8 hombres restantes del pelotón japonés, los 11 estadounidenses restantes no tienen otra opción que tomar represalias, lo que resulta en un tiroteo sangriento y sin sentido durante el cual todos los japoneses y la mayoría de los estadounidenses son asesinados a tiros. Solo Francis, Bourke, Bleeker, Blair y el cabo Ruffino sobreviven a la escaramuza. Bourke le ordena a Francis que examine a Kuroki para ver si puede ser salvado. Se trasladan a la playa y esperan ser rescatados por el buque naval estadounidense, estacionado cerca de la costa. Francis informa la muerte de Kuroki y le entrega a Bourke el diario del oficial japonés, escrito en japonés con lo que parece ser una dirección. Bourke especula que algún día podrá entregárselo a la viuda de Kuroki. La película termina con un plano general de la isla, superpuesto con las palabras "Nadie gana nunca".

## Elenco
Japonés:
- Tatsuya Mihashi como el teniente Kuroki
- Takeshi Katô como el sargento Tamura
- Homare Suguro como el soldado de primera Hirano
- Kenji Sahara como el cabo Fujimoto
- Mashahiko Tanimura como el soldado Ando
- Toru Ibuki como el soldado Arikawa
- Ryucho Shunputei como el soldado Okunda (el pescador)
- Hisao Dazai como el soldado Tokumaru
- Susumu Kurobe como el soldado Goro
- Takashi Inagaki como el soldado Ishii
- Kenichi Hata como el soldado Sato

Estadounidense:
- Frank Sinatra como el Jefe de Farmacia Francis
- Clint Walker como el capitán Dennis Bourke
- Tommy Sands como el segundo teniente Blair
- Brad Dexter como el sargento Bleeker
- Tony Bill como el tripulante Keller
- Sammy Jackson como el cabo Craddock
- Richard Bakalyan como el cabo Ruffino
- Rafer Johnson como el soldado Johnson
- Jimmy Griffin como el soldado Diestro
- Christopher Dark como el soldado Searcy
- Don Dorrell como el soldado Hoxie
- Phil Crosby como el soldado Magee
- Howie Young como el soldado Waller
- Roger Ewing como el soldado Swensholm
- Richard Sinatra como el soldado Roth

## Producción

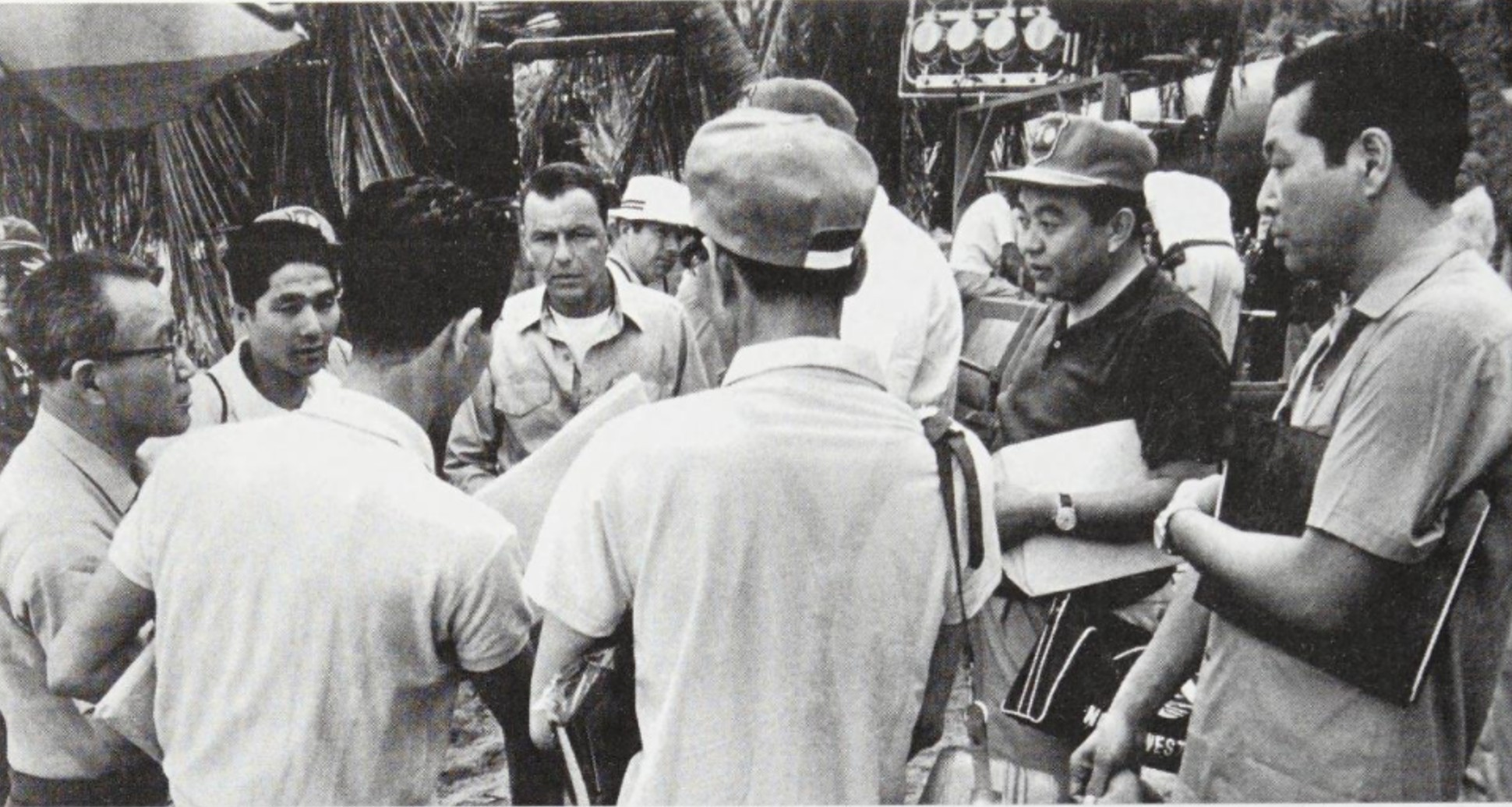
Eiji Tsuburaya (extremo izquierdo) habla con el director Frank Sinatra durante el rodaje de la escena de la batalla aérea.

El título en inglés proviene del poema de John Dryden, Alexander's Feast, donde la primera estrofa versa: "None but the brave/deserves the fair."
Esta fue la sexta de nueve películas producidas por Frank Sinatra, y la única película que dirigió. Los productores ejecutivos de la película ya contaban con fama previa: William H. Daniels fue expresidente de la Sociedad Estadounidense de Cinematógrafos, mientras que Howard W. Koch fue expresidente de la Academia de Artes y Ciencias Cinematográficas.
Durante el rodaje, el 10 de mayo de 1964 en Hawai, Sinatra se vio envuelto en una marejada junto con Ruth Koch, esposa de Howard Koch. El actor Brad Dexter (sargento Bleeker) y dos surfistas pudieron rescatar a Sinatra y Koch, salvando sus vidas.

## Lanzamiento
None But the Brave fue lanzado en Japón el 15 de enero de 1965, distribuido por Toho. Fue lanzado en los Estados Unidos en febrero de 1965.

## Crítica
Tras su lanzamiento, Bosley Crowther del The New York Times le dio a la producción una crítica mayoritariamente negativa, escribiendo: "Una muestra mínima de invención creativa y un exagerado uso de clichés cinematográficos son evidentes en la puesta en escena de esta película de guerra" y "El Sr. Sinatra, como productor y director, así como actor secundario encarnando a un médico alcohólico, muestra distinción solo en este último trabajo. Siendo su propio director, no tiene problemas para robar escenas, especialmente aquella en la que balbucea chistes de borrachera mientras se prepara para cortar la pierna temblorosa del japonés. El Sr. Sinatra es tremendamente casual cuando se trata de mantener a los japoneses en su lugar". Crowther también señaló que "Clint Walker ... Tommy Sands ... Brad Dexter ... y Tony Bill ... hacen de la actuación exagerada, la actuación falsa, la marca registrada de la película. Con un color increíble y el increíble guion de Katsuya Susaki y John Twist, son todos los ingrediente de una mezcla bastante falsa".
En una crítica más actual Robert Horton (del The Herald de Washington) describe a None but the Brave como "una película de 1964 en contra de la guerra, que resulta ser mucho más interesante y convincente de lo que sugiere su reputación" y que "es anterior, por unos cuantos años, a la erupción de películas de contracultura contra la guerra" "también se observa que tiene la influencia de Bridge on the River Kwai con una pizca de Mister Roberts, pero tiene una amargura por la guerra que llega hasta el contundente título final, un reflejo de las opiniones liberales de Sinatra en ese momento". Horton señala que Clint Eastwood recibió mucho crédito por hacer dos películas que mostraban la Segunda Guerra Mundial desde los lados estadounidense y japonés (Banderas de nuestros padres y Cartas de Iwo Jima), pero que "en cierto modo, Sinatra ya había lo hecho y en una sola película".